# Кучки (Свердловская область)
Кучки — деревня в Режевском городском округе Свердловской области, Россия.

## География
Деревня Кучки муниципального образования «Режевского городского округа» расположена в 26 километрах (по автотрассе в 30 километрах) к северо-западу от города Реж, на правом берегу реки Мостовка (левого притока реки Бобровка, бассейна реки Реж). 

## Население
| 2002 | 2010 | 2021 |
| ---- | ---- | ---- |
| 0    | →0   | ↗3   |